# Monster (álbum de R.E.M.)
Monster é o nono álbum da banda R.E.M., lançado a 26 de Setembro de 1994 no Reino Unido e a 27 de Setembro de 1994 nos Estados Unidos.

## Faixas
1. "What's the Frequency, Kenneth?" – 4:00
2. "Crush with Eyeliner" – 4:39
3. "King Of Comedy" – 3:40
4. "I Don't Sleep, I Dream" – 3:27
5. "Star 69" – 3:07
6. "Strange Currencies" – 3:52
7. "Tongue" – 4:13
8. "Bang and Blame" – 5:30
9. "I Took Your Name" – 4:02
10. "Let Me In" – 3:28
11. "Circus Envy" – 4:15
12. "You" – 4:54

## Posição nas paradas musicais
| Parada (1994–95)                      | Melhor posição |
| ------------------------------------- | -------------- |
| Austrália (ARIA)                      | 2              |
| Áustria (Ö3 Austria Top 40)           | 1              |
| Bélgica (Ultratop Flandres)           | 26             |
| Canadá (RPM Top Albums/CDs)           | 1              |
| Dinamarca (Hitlisten)                 | 2              |
| Países Baixos (Dutch Charts)          | 1              |
| Europa (European Top 100 Albums)      | 1              |
| França (SNEP)                         | 11             |
| Alemanha (Offizielle Deutsche Charts) | 2              |
| Hungria (MAHASZ)                      | 25             |
| Itália (FIMI)                         | 52             |
| Nova Zelândia (RMNZ)                  | 1              |
| Noruega (VG-lista)                    | 2              |
| Portugal (AFP)                        | 3              |
| Escócia (Official Scottish Albums)    | 1              |
| Espanha (PROMUSICAE)                  | 59             |
| Suécia (Sverigetopplistan)            | 1              |
| Suíça (Schweizer Hitparade)           | 1              |
| Reino Unido (Official Albums Chart)   | 1              |
| Estados Unidos (Billboard 200)        | 1              |

| Parada (1994)                    | Posição |
| -------------------------------- | ------- |
| Austrália (ARIA)                 | 46      |
| Áustria (Ö3 Austria)             | 34      |
| Canadá (RPM Top Albums/CDs)      | 23      |
| Europa (European Top 100 Albums) | 15      |
| Nova Zelândia (RMNZ)             | 28      |
| Suécia (Sverigetopplistan)       | 13      |
| Suíça (Schweizer Hitparade)      | 39      |
| Reino Unido (OCC)                | 6       |
| Estados Unidos (Billboard 200)   | 67      |

| Parada (1995)                    | Posição |
| -------------------------------- | ------- |
| Canadá (RPM Top Albums/CDs)      | 40      |
| Europa (European Top 100 Albums) | 31      |
| Alemanha (Offizielle Top 100)    | 40      |
| Nova Zelândia (RMNZ)             | 35      |
| Reino Unido (OCC)                | 47      |
| Estados Unidos (Billboard 200)   | 36      |